# Прапор Луцького району
Пра́пор Лу́цького райо́ну затверджений 21 грудня 2009 року сесією Луцької районної ради.

## Опис
Квадратне полотнище зі співвідношенням сторін 1:1 з зображенням герба району в центрі на червоному тлі. З верхнього та нижнього правих кутів до герба простягається трикутник білого кольору. Полотнище обрамлено зверху і знизу блакитною, а з вільного краю — жовтими смужками.
Червоний колір є ознакою хоробрості і мужності, любові до свого Творця, засвідчує готовність пожертвувати життям заради Бога і Батьківщини. Білий колір — символізує чистоту і непорочність, честь і благородство.
Полотнище обрамлене зверху та знизу — жовтою, з зовнішньої сторони — блакитною декоративними оторочками.